# جون ليفريت الأصغر
جون ليفريت (بالإنجليزية: John Leverett)‏ (25 أغسطس 1662-3 مايو 1724) كان محاميًا وسياسيًا ومعلمًا أنجلو أمريكيًا مبكرًا ورئيسًا لكلية هارفارد.